# 热血街头
《热血街头》（英語：Fearless），2012年7月20日在中国大陆上映的动作片。

## 剧情
李斯和李克是四川人，李斯从小和哥哥相依为命，父母很早因为一场空难逝世。由于缺少家庭文化的教育，李斯并非淑女，喜好在街头和人斗舞，一次因为斗舞，和别人打了起来，哥哥李克保护妹妹而杀人，并且被关押在监狱长达7年。
为了新生活，李斯开始前往深圳市打拼，她碰上了好友樊星，并且去报考芭蕾舞学校，结果因为跳的是街舞而被拒，不得不再度踏入街舞，并且为街舞冠军而努力奋斗。最终，在李斯的努力和队伍的合作之下，她们赢得了冠军。

## 演员
| 演员     | 角色           |
| 李斯丹妮 | 李斯           |
| 柯有伦   | 樊星           |
| 王传君   | 李克           |
| 陈乔希   | 桔子           |
| 张宁江   | 夜店老板       |
| 刘萌萌   | 强薇           |
| 孙长盟   | 樊宇           |
| 宁涛     | 大涛           |
| 孙光福   | 光福           |
| 郑绪楠   | 小楠           |
| 梁永利   | 大圣           |
| Mike隋   | 街舞大赛主持人 |
| 甄治     | 大海           |
| 王璁     | 篮球男孩       |
| 高壮壮   | 流氓           |
| 马红涛   | 神父           |
| 高鹏     | 李斯父亲       |
| 王思钦   | 李斯母亲       |
| 王羹萱   | 童年李斯       |
| 李超     | 童年李克       |

## 曲目
- 《最冒险》

## 制作
电影的主角分别为柯受良之子柯有伦和快乐女声李斯丹妮。
王传君此前在《爱情公寓》中出演“关谷神奇”，而在此片扮演李斯的哥哥李克。
柯有伦谈及女主角李斯丹妮说：“看李斯丹妮跳舞，让我觉得这个世界上好像什么都不用想，只有她的舞蹈。”并且寄语李斯丹妮：“穿礼服的方向发展，希望她能变得更女人。”